# Asociación Atlética Quimsa
L'Asociación Atlética Quimsa, meglio nota come Quimsa, è un'associazione sportiva della città di Santiago del Estero, capoluogo della omonima provincia, che si dedica alla pratica della pallacanestro in modo professionale. Attualmente partecipa alla Liga Nacional de Básquet, la massima divisione argentina di questo sport.
Fondata nel 1989, il suo nome deriva dalla parola kimsa, che significa "tre" in lingua quechua, in quanto la società è il risultato della fusione di tre storici club del basket di Santiago del Estero: Estudiantes Unidos, Santiago Básquetbol Club e Inti Club.
È protagonista, insieme al Ciclista Olímpico de La Banda, del clásico santiagueño, il derby cestistico della provincia di Santiago del Estero.

## Storia
Il club nasce ufficialmente il 13 agosto 1989 dalla fusione di tre squadre di pallacanestro locali: l'Inti Club, il Santiago Básquetbol Club e l’Estudiantes Unidos. La fusione fu motivata sia dalle difficoltà economiche che accomunavano le tre società, sia dalla volontà di costruire una società unica in grado di rappresentare la città di Santiago del Estero nella massime competizioni nazionali. Una volta completata la fusione, il Quimsa cominciò ufficialmente le sue attività e Héctor Manuel Führ fu eletto primo presidente.

### Torneo Nacional de Ascenso
Nella stagione 2002-2003, IL Quimsa ottenne la promozione dalla Primera Nacional "B", quella che all'epoca era la terza divisione nazionale, al Torneo Nacional de Ascenso (TNA), conquistando il titolo di categoria dopo essersi imposto nella serie finale per 3-1 sull'Ol. Venado Tuerto. Nella stagione di esordio nel TNA, la 2003-2004, dove concluse all'ottavo posto la sua prima stagione, risultato considerato positivo per una matricola. L’anno successivo migliorò ulteriormente, chiudendo la stagione al sesto posto.
Nella stagione 2004/05, il club raggiunse la finale per la promozione nella zona Nord, dove affrontò l’Alianza La Unión di Formosa. Dopo aver vinto la prima gara in trasferta e perso la seconda, il Quimsa era chiamata a vincere i due incontri successivi in casa per salire di categoria. Tuttavia, l'Alianza La Unión riuscì a forzare la “bella” e vinse l’incontro decisivo giocato a Formosa, infliggendo al Quimsa una sconfitta con 6 punti di scarto.
Nella stagione 2005/06, il Quimsa tornò in finale, e questa volta centrò la promozione battendo l'Obras Sanitarias in quattro partite, nella serie valida per le semifinali del campionato. Le prime due, giocate a Santiago del Estero, furono vinte da Quimsa; la terza fu una sconfitta, ma la vittoria nel quarto incontro in trasferta sancì l’ascesa alla massima serie nazionale.
Rimaneva da disputare la finale assoluta contro l’altra promossa, il Sionista Paraná, che però si aggiudicò il titolo dopo tre partite. Nonostante la sconfitta, la stagione 2005/06 fu considerata straordinaria per la squadra di Santiago del Estero, che per la prima volta nella sua storia centrava la promozione nella massima serie.

### Primi anni nella Liga Nacional
Nel 2006, il Quimsa si preparò a disputare la sua prima stagione nella Liga Nacional de Básquet. In quella stagione concluse al nono posto, con 25 vittorie e 23 sconfitte, la stagione regolare della lega, e partecipò alla fase di reclasificación per accedere ai quarti di finale dei play-off.
Alla sua seconda partecipazione alla LNB, nella stagione 2007-2008, dopo aver concluso la stagione regolare con la settima posizione in classifica, il Quimsa raggiunse per la prima volta nella sua storia le finali del campionato, dove affrontò il Libertad Sunchales; quest'ultima però si impose con un netto 4 a 0 nella serie, facendo terminare la corsa del Quimsa al secondo posto finale.
Il 2009 fu uno degli anni migliori della storia del club. In occasione del 20º anniversario dalla sua fondazione, il Quimsa partecipò alla sua prima competizione internazionale grazie al secondo posto ottenuto nella stagione precedente in campionato. Si trattava della Liga Sudamericana 2009, la prima delle due edizioni della competizione che si sono svolte in quell'anno. A fine febbraio, il Quimsa fu inserita nel Gruppo B insieme al Regatas Corrientes, Meta La Salle (Bolivia) e Minas Tênis Clube (Brasile).
Il girone si disputò allo Estadio Ciudad, casa del Quimsa, e la squadra vinse tutte le partite, conquistando il primo posto finale nel girone e l’accesso alle Final Four. Il sorteggio assegnò ancora una volta a Santiago del Estero l'organizzazione della fase finale. Dopo aver battuto il Motilones del Norte della Colombia per 93-85 ed il Regatas Corrientes, il Quimsa arrivò così all’ultima partita con possibilità di vincere il titolo. Il 12 marzo 2009, il Quimsa affrontò il Flamengo nella giornata finale, sfida che avrebbe anche determinato la squadra campione, ma fu sconfitta di misura, con soli due punti di scarto, per 96-94. I brasiliani si laurearono campioni, e il Quimsa concluse al secondo posto il suo primo torneo internazionale.

### I primi trionfi (2009)
L’anno dei successi per il Quimsa cominciò nel secondo semestre del 2009, a Trelew, dove la squadra di Santiago del Estero conquistò per la prima volta la vittoria della Copa Argentina de Básquet. Il cammino verso il titolo iniziò ai primi di settembre, con la partecipazione a un quadrangolare del Gruppo II della zona nord, affrontando Asociación Italiana de Charata, Club 9 de Julio de Río Tercero e il suo storico rivale, Ciclista Olímpico de La Banda.
Dopo le sei giornate, il Quimsa vinse il girone, accedendo così alla fase successiva: il quadrangolare nord, dove affrontò , Unión de Formosa e Sionista Paraná. Anche in questo secondo gruppo, la fusión si piazzò tra le prime due e si qualificò così al quadrangolare finale, disputato a Trelew, insieme a G. de Comodoro, Peñarol M. d. Plata e Sionista Paraná. Dopo aver battuto il  Gimnasia 68-54 nella prima partita e il Sionista 74-60 nella seconda, il Quimsa si presentò al terzo incontro con la possibilità di vincere il torneo. L’avversario era il Peñarol, che arrivava con una vittoria e una sconfitta. Nello stesso turno, il Gimnasia batté il Sionista, per cui in caso di sconfitta del Quimsa si sarebbe verificato un triplo pareggio.
La partita contro Peñarol terminò in parità (65-65) e fu decisa ai tempi supplementari, dove i marplatensi si imposero di 4 punti. Tuttavia, il quoziente canestri premiò il Quimsa, che fu così proclamata campione della Copa Argentina, il primo titolo nazionale della sua storia.
Tra novembre e dicembre dello stesso anno, Quimsa raggiunse il suo più grande traguardo internazionale fino a quel momento, vincendo la Liga Sudamericana 2009, la seconda edizione della competizione svolta nell'anno solare, da imbattuta nel quadrangolare finale, disputato proprio nello Estadio Ciudad di Santiago del Estero. La squadra festeggiò così il suo primo titolo internazionale “in casa”.
Il quadrangolare finale iniziò nel migliore dei modi: dopo aver rimontato e battuto la squadra brasiliana del Minas Tênis Clube nella prima giornata, il Quimsa affrontò poi gli argentini del Sionista Paraná in una partita combattuta, che terminò 76-76 nei tempi regolamentari, ma poi ai tempi supplementari, la fusion si impose per 86-82; conquistando così il secondo successo e mantenendo aperte le possibilità di conquistare il titolo finale.
Nella terza e decisiva giornata, il Quimsa sfidò il Libertad Sunchales, squadra che un anno prima l’aveva battuta nella finale della Liga Nacional de Básquet. Stavolta, i santiagueñi si presero la rivincita, vincendo con un margine di 10 punti per 87-77, e sollevando così il primo trofeo continentale della loro storia.

### Stagione 2014-15: il primo titolo nella Liga Nacional
Il Quimsa affrontò la stagione 2014-2015 della Liga Nacional de Básquet con grandi ambizioni, rinforzandosi con gli arrivi di Juan Fernández Chávez, Nicolás Aguirre, Diego García e altri, sotto la guida dell’allenatore Silvio Santander.
Il debutto in campionato fu amaro con una sconfitta nel clásico contro il Ciclista Olímpico de La Banda in trasferta, a cui fece seguito una seconda sconfitta anche contro il Regatas Corrientes, ma da quel momento il Quimsa vinse 16 partite consecutive, chiudendo come miglior squadra della Conference Nord e qualificandosi per il Torneo Súper 8.
Nel 2014, per la prima volta nella sua storia, il Quimsa ebbe anche l’onore di organizzare il Torneo Súper 8 nel proprio impianto, lo Estadio Ciudad. Il torneo fu un successo completo ed in finale, batté l'Obras Sanitarias per 91-80, conquistando così il suo primo titolo in questa competizione.
Ritornata in campionato, la squadra proseguì la sua impressionante striscia di successi, arrivando a 17 vittorie consecutive nella stagione regolare, un record assoluto per la Liga Nacional in tutte le sue edizioni disputate fino a quel momento. Chiuse la stagione con solo 9 sconfitte in 52 partite, confermandosi come la miglior squadra del paese in vista della fase finale del campionato. Nei playoff, eliminò prima il Sionista Paraná nei quarti di finale per 3-0, per poi superare anche l'Atenas Córdoba in semifinale, con il risultato di 3-1, ed infine il San Martín de Corr. nella finale della Conference per 3-2. Con la vittoria di quest'ultima serie, il Quimsa si qualificò nuovamente per una competizione internazionale e raggiunse la seconda finale nazionale della sua storia, questa volta contro G. de Comodoro.
La serie finale, al meglio delle sette partite, fu spettacolare. La Fusión mostrò superiorità tecnica ma anche fortuna, come nel celebre episodio del terzo incontro, quando Gustavo Aguirre segnò un canestro da metà campo allo scadere per portare la partita ai supplementari e nonostante ciò, il Quimsa perse quella gara. Sul 2-2, Quimsa si impose nel quinto match in casa e poi, dopo una sfida molto combattuta, vinse anche gara 6 a Comodoro Rivadavia, laureandosi così campione della Liga Nacional per la prima volta nella sua storia.

### Liga de las Américas 2016
Dopo aver vissuto un 2015 altalenante, in cui la squadra concluse la prima fase della Liga Nacional 2015-2016, con solo 10 vittorie in 18 partite e non riuscì a qualificarsi al torneo di metà stagione, il Quimsa affrontò il 2016 con una serie di cambiamenti. Le difficoltà furono in parte causate dalla partenza di giocatori chiave come Gustavo Nicolás Aguirre, Juan Fernández Chávez e Leo Mainoldi. Per compensare queste perdite, il club ingaggiò Nicolás Romano, Rodrigo Haag e i giovani talenti della nazionale argentina Agustín Caffaro e Lautaro Riego, oltre a rinnovare il contratto con Robert Battle.
In quanto campione nazionale in carica, il Quimsa ebbe l'onore di inaugurare la nuova stagione della Liga Nacional, in trasferta, contro il neopromosso San Lorenzo, in una partita disputata sul campo neutro dell’Estadio de Obras Sanitarias, ma la Fusión venne però sconfitta.
A gennaio 2016 prese il via la FIBA Americas League, massima competizione per club del continente. La città di Santiago del Estero fu designata come una delle sedi ufficiali per i quadrangolari della prima fase, ospitando il Gruppo B. In vista del torneo, fu ingaggiato Cristian Cortés per potenziare il roster.
In un gesto carico di simbolismo e memoria storica, il Quimsa durante la competizione continentale, decise di omaggiare i tre club originari della fusione del 1989: Inti Club, Club Estudiantes Unidos e Santiago BBC. Lo fece indossando le maglie storiche di ciascuno di essi nelle partite del girone, in forma di tributo sentito alle radici del club.
Nella prima fase, nel proprio gruppo, il Quimsa affrontò: Toros del Norte (Nicaragua), Mar. de Anzoátegui (Venezuela) e Bauru (Brasile).
Il debutto fu travolgente: vittoria con oltre 50 punti di scarto contro i nicaraguensi. Nel secondo incontro, la squadra batté i Marinos con un margine di 10 punti. Nell’ultima partita della fase, invece il Quimsa perse contro il Bauru di soli 5 punti, ma riuscì comunque a qualificarsi alla fase successiva.
Nel secondo girone, il Quimsa fu nuovamente inserita con Bauru, stavolta padrone di casa, oltre che con Malvín (Uruguay) e Mogi das Cruzes (Brasile). La prima sfida fu proprio contro il Mogi das Cruzes: vittoria per Quimsa grazie a una prestazione decisiva di Gabriel Deck, autore di un canestro a 25 secondi dalla fine che decise il match. Il secondo incontro vide la Fusión imporsi sul Malvín con 19 punti di scarto, mantenendo vive le speranze di qualificazione. Nel terzo e ultimo incontro, il Quimsa sfidò il Bauru, già fuori dalla corsa qualificazione dopo la sconfitta contro il Mogi. Tuttavia, i brasiliani giocarono con orgoglio e vinsero contro il Quimsa con 10 punti di vantaggio. Questo risultato generò un triplo pareggio tra le due squadre brasiliane e il Quimsa. A causa del sistema di classifica avulsa e della differenza canestri, la squadra di Santiago del Estero fu eliminata, nonostante avesse ottenuto due vittorie su tre.
Dopo la partecipazione alla competizione continentale, il Quimsa concluse la stagione regolare della Liga Nacional al terzo posto nella Conferenza Nord, accedendo alla reclasificación, per l'accesso ai play-off, con il vantaggio del fattore campo. Tuttavia, il cammino nella seconda fase del campionato si interruppe subito: nel turno preliminare affrontò il Regatas Corrientes, sesto classificato, che però vinse la serie per 3-0, eliminando la Fusión in maniera netta.

### Campione BCLA e Finale Intercontinentale
Durante la stagione 2018-2019, il Quimsa ottenne la qualificazione per le Final Four per il Torneo Súper 20 che si è disputato presso lo Estadio Ciudad di Santiago del Estero, impianto di proprietà proprio della Fusión. Dopo aver sconfitto in semifinale anche l'Obras Sanitarias per 78-67, il torneo si concluse con la vittoria del Quimsa, che in finale superò il San Lorenzo con il risultato di 76-70. Tra i protagonisti del trionfo si distinse Nicolás De Los Santos, che fu premiato come miglior giocatore del torneo.
La vittoria del Torneo Súper 20 2018, garantì alla squadra la qualificazione per la prima edizione della Basketball Champions League Americas, la nuova massima competizione continentale dell'America Latina. Il Quimsa venne sorteggiato nel Gruppo C insieme al Franca, dal Brasile, e all'Aguada, squadra dell'Uruguay; la Fusion conquistò la vittoria in tre delle quattro partite del girone, concludendolo al primo posto in classifica e con la qualificazione per i quarti di finale. Nel primo turno ad eliminazione diretta, il Quimsa ebbe la meglio dei brasiliani del Mogi das Cruzes vincendo le prime due sfide della serie al meglio delle tre partite, qualificandosi così per le semifinali. Però il torneo fu sospeso il 13 marzo 2020 a causa della pandemia di COVID-19, quando mancava da disputare solo la decisiva gare tre delle semifinali tra la Fusion ed il San Lorenzo. Dopo diversi mesi di incertezza, la competizione riprese il 27 ottobre dello stesso anno, con un formato provvisorio deciso per concludere il torneo in modo sicuro ed efficiente. Il Quimsa conquistò la vittoria nel derby argentino, con il risultato di 100-97, accedendo così alla finalissima.
La Finale fu programmata per il 30 ottobre 2020 e si giocò a Montevideo, in Uruguay, come sede unica e neutrale. Dopo una partita combattuta e ricca di emozioni, il Quimsa superò il Flamengo con il punteggio di 92-86, conquistando così il titolo di campione della Basketball Champions League Americas 2019-2020. Per il club argentino si trattò di un risultato storico, che consolidò il suo posto tra le potenze del basket continentale e gli valse l’accesso alla Coppa Intercontinentale FIBA 2021.
La Coppa Intercontinentale FIBA 2021 si tenne il 6 febbraio 2021, all'Estadio Obras Sanitarias di Buenos Aires, con la sfida tra il Quimsa ed il San Pablo Burgos, i vincitori della Basketball Champions League 2019-2020. La Fusion però non è riuscita a raggiungere il titolo, venendo sconfitta dagli spagnoli con il punteggio di 82-73.

### La stagione 2022–2023 e il doppio titolo nazionale
Fin dall’inizio della Liga Nacional 2022–2023, Quimsa ha dimostrato di essere una delle squadre più solide, equilibrate e meglio organizzate del torneo. Guidata in panchina da Manuel Córdoba e da un roster competitivo che univa talento, fisicità e intelligenza tattica, la Fusión ha chiuso la stagione regolare in seconda posizione con 28 vittorie e 10 sconfitte, ottenendo il vantaggio del fattore campo durante i playoff.

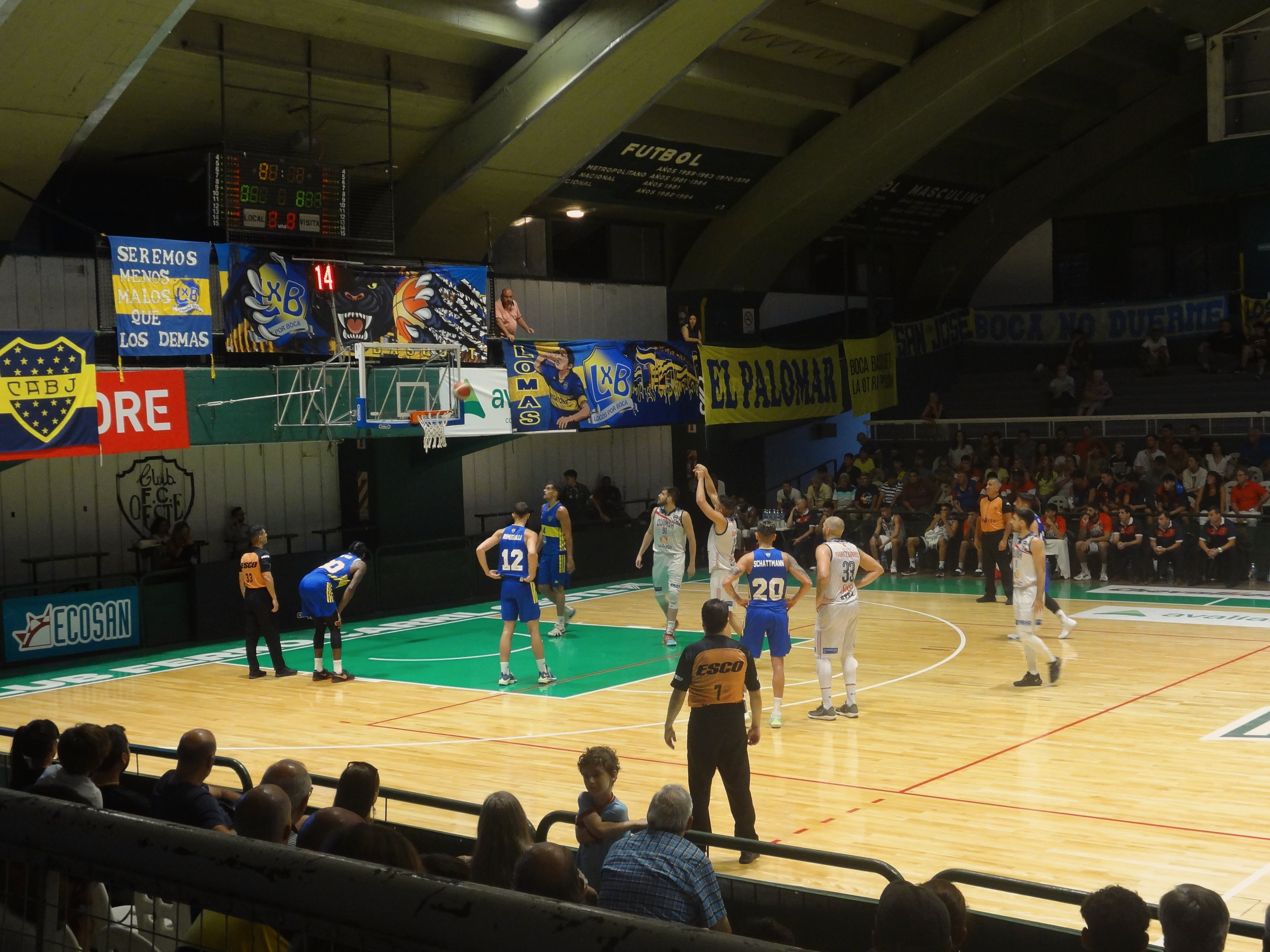
Boca contro Quimsa (in canotta bianca) durante la LNB 2022-2023.

Nella postseason il Quimsa si è imposto, sia ai quarti di finale contro il Regatas Corrientes, sia nelle semifinali contro il G. de Comodoro, con un netto 3-0 nei confronti degli avversari; arrivando così per il terzo anno consecutivo alle finali per il titolo della Liga Nacional.
In finale, la squadra ha affrontato un rivale tradizionalmente temibile, il Boca Juniors, ma ha saputo imporsi con decisione, vincendo la serie per 4-1 e alzando al cielo il trofeo della Liga Nacional. Si è trattato del secondo titolo argentino per il club, dopo quello storico ottenuto nel 2015 .
Un mese dopo il trionfo in campionato, il Quimsa ha avuto l’occasione di disputare la Supercopa de La Liga 2023, trofeo che mette di fronte il campione della Liga Nacional e il vincitore del Torneo Súper 20. Forte del titolo appena conquistato, Quimsa si è presentata alla sfida con fiducia e spirito competitivo, sconfiggendo il G. de Comodoro con una prestazione convincente, conquistando la vittoria per 86-71. La vittoria ha permesso al Quimsa di sollevare per la seconda volta il trofeo della Supercopa.

### Campione della BCL Americas per la seconda volta (2023-2024)
Il 14 aprile 2024, davanti al pubblico amico dell’Estadio Ciudad di Santiago del Estero, l'Asociación Atlética Quimsa ha scritto un’altra pagina gloriosa della propria storia , conquistando per la seconda volta la Basketball Champions League Americas, la massima competizione continentale per club organizzata dalla FIBA.
L’avversario era lo stesso della prima finale del 2020: il Flamengo, ma ancora una volta, è stata la squadra di Santiago del Estero a imporsi con autorità e intensità, vincendo la finale con il punteggio di 92-80. Quimsa ha dominato il gioco con solidità difensiva, transizioni rapide e una distribuzione corale dei possessi, sostenuta da un pubblico entusiasta. Il protagonista assoluto della serata è stato lo statunitense Brandon Robinson, che ha chiuso la partita con 23 punti, 9 rimbalzi e 5 assist, meritandosi per la seconda volta in carriera il premio MVP della finale.
Con questo trionfo, il Quimsa è divento il primo club ad aggiudicarsi la vittoria di più di una edizione della Basketball Champions League Americas.

## Palazzetto
Il Estadio Ciudad de Santiago del Estero, conosciuto anche come Estadio Ciudad de Quimsa o semplicemente Estadio Ciudad, è un palazzetto sportivo coperto situato a Santiago del Estero, in Argentina. La capienza totale dell’impianto è di 5.200 spettatori.
Fu inaugurato nel 1991, lo stadio che in origine apparteneva al Club Estudiantes Unidos, uno dei tre club che attualmente compongono Quimsa. Fu ristrutturato con il denaro ottenuto dalla vendita dei terreni dell’Inti Club e del Santiago Básquetbol Club, le altre due parti della fusione.
Dal 2013 dispone di un sistema di climatizzazione, e nello stesso anno furono ristrutturati anche il parquet flottante e le tribune. Il 27 settembre 2016 fu inaugurato il nuovo parquet dello stadio, con l’installazione di pavimentazione Robbins, la stessa utilizzata in NBA e NCAA. Nel 2017 furono eseguiti ulteriori miglioramenti all’impianto, sostituendo le lampade a mercurio alogenato con un nuovo sistema di illuminazione a tecnologia LED.
Il 9 ottobre 2021, furono presentate le nuove strutture dello stadio, a seguito dei lavori di ampliamento e ristrutturazione. Nonostante i successi sportivi, nel corso degli anni l’impianto ha continuato a crescere grazie a importanti interventi infrastrutturali, con l’obiettivo di renderlo idoneo a ospitare eventi internazionali.

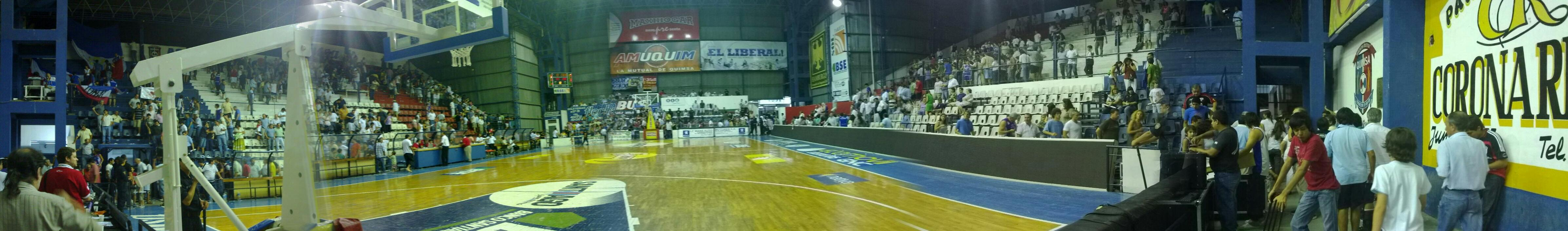
Vista panoramica dell'Estadio Ciudad de Santiago del Estero.

## Rivalità
Quimsa mantiene una rivalità storica con il Ciclista Olímpico, che con il passare del tempo si è trasformato nel suo eterno rivale, essendo quest’ultimo originario della vicina città di La Banda.
Dall’approdo del Negro (soprannome dell’Olímpico) nella Liga Nacional nella stagione 2008/09, il derby si è consolidato come una delle sfide più sentite e accese del campionato argentino, tanto che per motivi di sicurezza, in alcuni anni si è disputato senza tifosi ospiti.
Lo storico degli scontri diretti è favorevole alla squadra della capitale provinciale: Quimsa ha vinto 42 volte, mentre il Ciclista Olímpico si è imposto in 22 occasioni.

## Statistiche squadra

### Partecipazione ai campionati
| Livello | Categoria                        | Partecipazioni | Debutto   | Ultima stagione | Totale |
| 1º      | Liga Nacional de Básquet         | 19             | 2006-2007 | 2024-2025       | 35     |
| 2º      | Torneo Nacional de Ascenso       | 4              | 2002-2003 | 2005-2006       | 35     |
| 3º      | Primera Nacional B de Básquetbol | 12             | 1990      | 2001-2002       | 35     |

### Partecipazione alle coppe internazionali
| Categoria               | Partecipazioni | Debutto   | Ultima stagione | Totale |
| BCL Americas            | 6              | 2019-2020 | 2024-2025       | 17     |
| Liga Sudamericana       | 4              | 2009 I    | 2018            | 17     |
| FIBA Americas League    | 5              | 2008-2009 | 2016            | 17     |
| Coppa Intercontinentale | 2              | 2021      | 2024            | 17     |

## Palmarès

### Titoli nazionali
- Liga Nacional de Básquet: 2

2014-2015, 2022-2023
- Supercopa de La Liga: 2

2021, 2023
- Copa Súper 20: 1

2024
- Copa Argentina de Básquet: 1

2009
- Torneo Súper 20: 2

2018, 2020
- Torneo Súper 8: 1

2014

### Titoli internazionali
- Basketball Champions League Americas: 2

2019-2020, 2023-2024
- Liga Sudamericana: 1

2009 (II)

## Roster
Aggiornato al 4 febbraio 2020.
| Asociación Atlética Quimsa 2024-2025 | Asociación Atlética Quimsa 2024-2025 |
| Giocatori                            | Staff tecnico                        |
| ------------------------------------ | ------------------------------------ |

| N. | Naz.                   | Ruolo | Nome             | Anno | Alt.   | Peso   |  |
| -- | ---------------------- | ----- | ---------------- | ---- | ------ | ------ |  |
| 0  | Bahamas (bandiera)     | AP    | Tavario Miller   | 1993 | 203 cm | 104 kg |  |
| 5  | Argentina (bandiera)   | PG    | Juan Brussino    | 1992 | 185 cm | 80 kg  |  |
| 6  | Argentina (bandiera)   | AG    | Patricio Tabarez | 1990 | 200 cm | 95 kg  |  |
| 10 | Argentina (bandiera)   | PG    | Fortunato Rolfi  | 2000 | 186 cm | 78 kg  |  |
| 15 | Stati Uniti (bandiera) | AP    | Brandon Robinson | 1988 | 198 cm | 95 kg  |  |
| 17 | Argentina (bandiera)   | AP    | Emiliano Basabe  | 1991 | 196 cm | 90 kg  |  |
| 18 | Argentina (bandiera)   | G     | Agustín Pérez    | 1998 | 187 cm | 82 kg  |  |
| 19 | Argentina (bandiera)   | G     | Bruno Sansimoni  | 1995 | 190 cm | 84 kg  |  |
| 20 | Argentina (bandiera)   | AP    | Matías Pikaluk   | 2005 | 188 cm | 86 kg  |  |
| 32 | Argentina (bandiera)   | AG    | Eduardo Vasirani | 1990 | 198 cm | 102 kg |  |
| 33 | Argentina (bandiera)   | C     | Nicolás Romano   | 1987 | 200 cm | 100 kg |  |
| 34 | Stati Uniti (bandiera) | C     | Arnold Louis     | 1989 | 201 cm | 101 kg |  |
| 44 | Stati Uniti (bandiera) | G     | Prince Ali       | 1996 | 190 cm | 88 kg  |  |
| 80 | Argentina (bandiera)   | AP    | Federico Zezular | 2001 | 197 cm | 92 kg  |  |

| Allenatore |
| - Leandro Ramella |
| Assistente/i |
| - Edgardo Santillán Acosta - Guillermo Maurino - Fernando Suárez (Preparatore atletico) - Germán Muratore (Fisioterapista) Legenda - (C) Capitano - (IN) Inattivo - Infortunato Roster |

## Giocatori

### Cestisti celebri
- Roberto Acuña
- Federico Aguerre
- Nicolás Aguirre
- Eric Anderson
- Franco Balbi
- Franco Baralle
- Jimmy Baxter
- Cameron Bennerman
- Juan Brussino
- Agustín Cáffaro
- Juan Pablo Cantero
- T.J. Carter
- Jazwyn Cowan
- Chris Daniels
- Erik Daniels
- Gabriel Deck
- Nicolás de los Santos
- Henry Dugat
- Carl Elliott
- Alexis Elsener
- Courtney Fells
- Torin Francis
- Cheyne Gadson
- Novar Gadson
- Tayavek Gallizzi
- Diego García
- Trevor Gaskins
- Miguel Gerlero
- Nicolás Gianella
- Dionisio Gómez
- Luciano González
- Román González
- Iván Gramajo
- Jeremy Green
- Jamelle Hagins
- Ferrakohn Hall
- Reggie Hamilton
- Aaron Harper
- Kevin Hernández
- David Jackson
- DeMarco Johnson
- Anthony Kent
- Diego Lo Grippo
- Leo Mainoldi
- Federico Marín
- Luke Martínez
- Jeremiah Massey
- Julio Mázzaro
- Marcus Melvin
- Gabriel Mikulas
- Tavario Miller
- Javier Mojica
- Chamberlain Oguchi
- Darren Phillip
- Evan Ravenel
- Bernard Robinson
- Brandon Robinson
- Terrence Roderick
- Nicolás Romano
- Ismael Romero
- LaQuinton Ross
- Matías Sandes
- Kenny Satterfield
- Leonel Schattmann
- Terrence Shannon
- Xavier Silas
- Diamon Simpson
- Steven Smith
- Garly Sojo
- Isaac Sosa
- Tristan Spurlock
- Reyshawn Terry
- Damián Tintorelli
- Sebastián Vega
- Jermaine Walker

### Numeri ritirati
| Numeri ritirati dal Quimsa |                      |                 |           |                  |             |               |
| nº                         | Naz.                 | Giocatore       | Posizione | Periodo          | Data ritiro | Ref.          |
| 7                          | Argentina (bandiera) | Nicolás Aguirre | PG        | 2011–13, 2014–15 | 2019        | [ 48 ] [ 49 ] |
| 8                          | Argentina (bandiera) | Fernando Small  | PG        | 2006–08          | 2019        | [ 48 ] [ 49 ] |
| 11                         | Argentina (bandiera) | Miguel Cortijo  | PG        | mai              | 2011        | [ 48 ]        |
| 14                         | Argentina (bandiera) | Gabriel Deck    | AP        | 2010–16          | 2019        | [ 48 ] [ 49 ] |